# Конколово
Конколово (фин. Konkkala) — упразднённая деревня на территории Всеволожского городского поселения Всеволожского района Ленинградской области.

## Географическое положение
Находилась на южной стороне автодороги Токсово — Всеволожск, проходящей по территории Ржевского артиллерийского полигона в 1 км к югу от озера Школьного.

## История
КОНКОЛОВО — посёлок на земле четвёртого сельского общества, 10 дворов, 30 м. п., 29 ж. п., всего 59 чел. (1896 год)

В XIX — начале XX века Конколово административно относилось к Токсовской волости 2-го стана Шлиссельбургского уезда Санкт-Петербургской губернии.
По данным «Памятной книжки Санкт-Петербургской губернии» за 1905 год селение называлось деревня Конкалово и входило в состав 1-го Хипоярвского сельского общества.

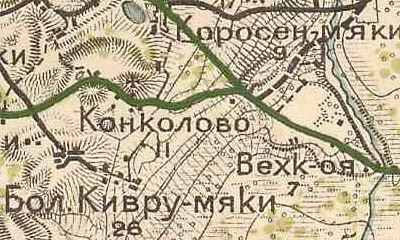
Деревня Конколово на карте 1913 г.

В 1913 году в деревне Конколово было 11 крестьянских дворов.

КОНКОЛОВО — деревня Таскумякского сельсовета, 17 хозяйств, 64 души.

Из них: русских — 2 хозяйства, 10 душ; финнов-ингерманландцев — 13 хозяйств, 48 души; финнов-суоми — 2 хозяйства, 6 душ. (1926 год)

На карте 1932 года она обозначена как безымянная деревня.
По административным данным 1933 года деревня называлась Конкалова и относилась к Токсовскому финскому национальному сельсовету Куйвозовского финского национального района.

КОНКОЛОВО — деревня Токсовского сельсовета, 72 чел. (1939 год)

До 1942 года — место компактного проживания ингерманландских финнов. Начиная с 1931 и по 1942 год, в несколько этапов, все жители деревни Конколово и других окрестных деревень, земли которых отошли Ржевскому артиллерийскому полигону, были депортированы в Красноярский край и низовья реки Лена.
Сейчас — урочище Конколово.

## Известные уроженцы
- Юхани Конкка (1904—1970) — финский, ингерманландский писатель, переводчик, сценарист. Лауреат литературной премии имени Микаэля Агриколы (1961) и премии Финляндского писательского союза (1962). В деревне Конколово происходит большая часть действия его автобиографического романа «Огни Петербурга» ISBN 978-5-90479-030-1.
- Унелма Конкка (1921—2011) — фольклорист, кандидат филологических наук, старший научный сотрудник ИЯЛИ КарНЦ РАН, советская, российская поэтесса, прозаик, член Союза писателей СССР

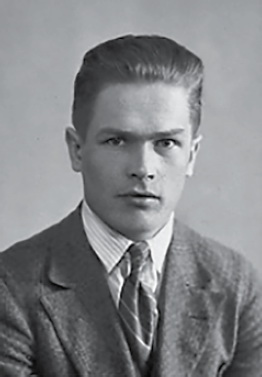
Юхани Конкка. 1931 год
Унелма Конкка (1921—2011)
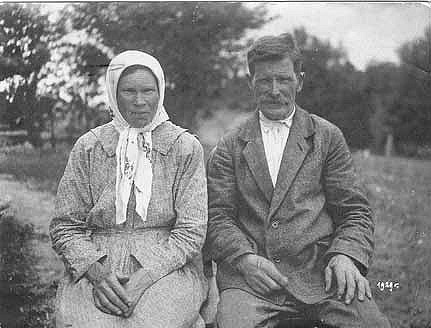
Родители Юхани и Унелмы Конкка. Деревня Конколово. 1929 год

## Фото

2014 год
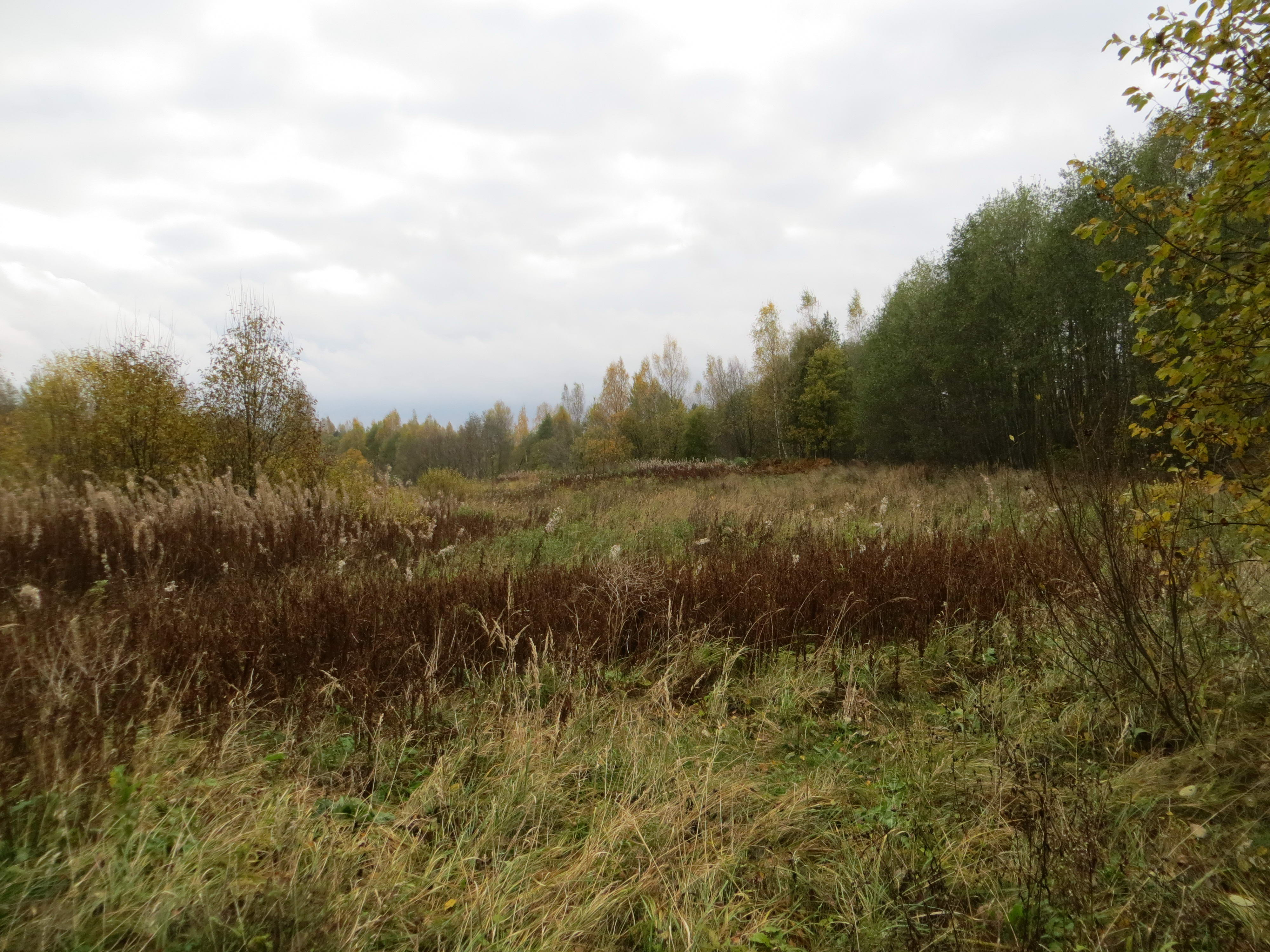
Урочище Конколово
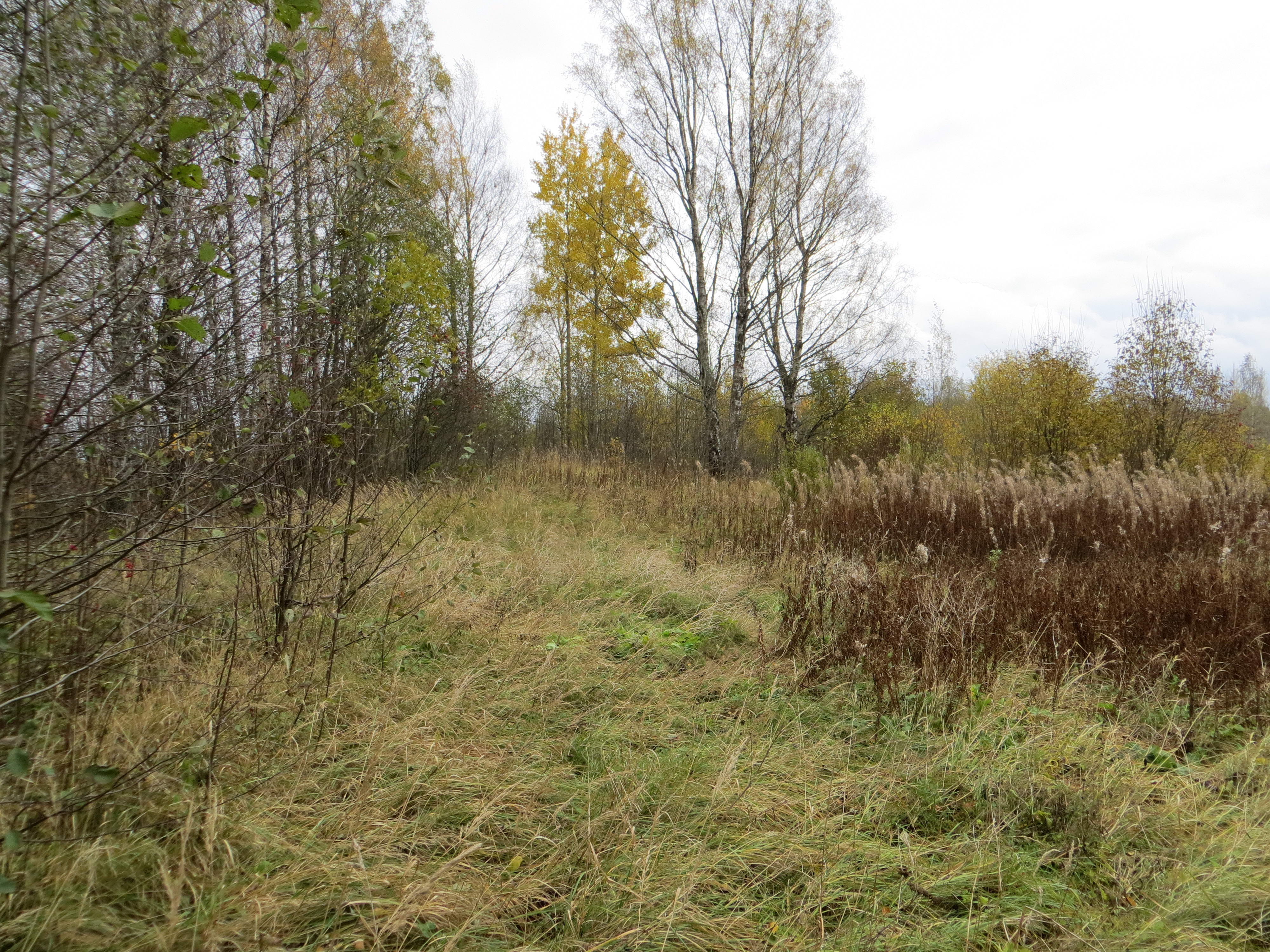
Урочище Конколово
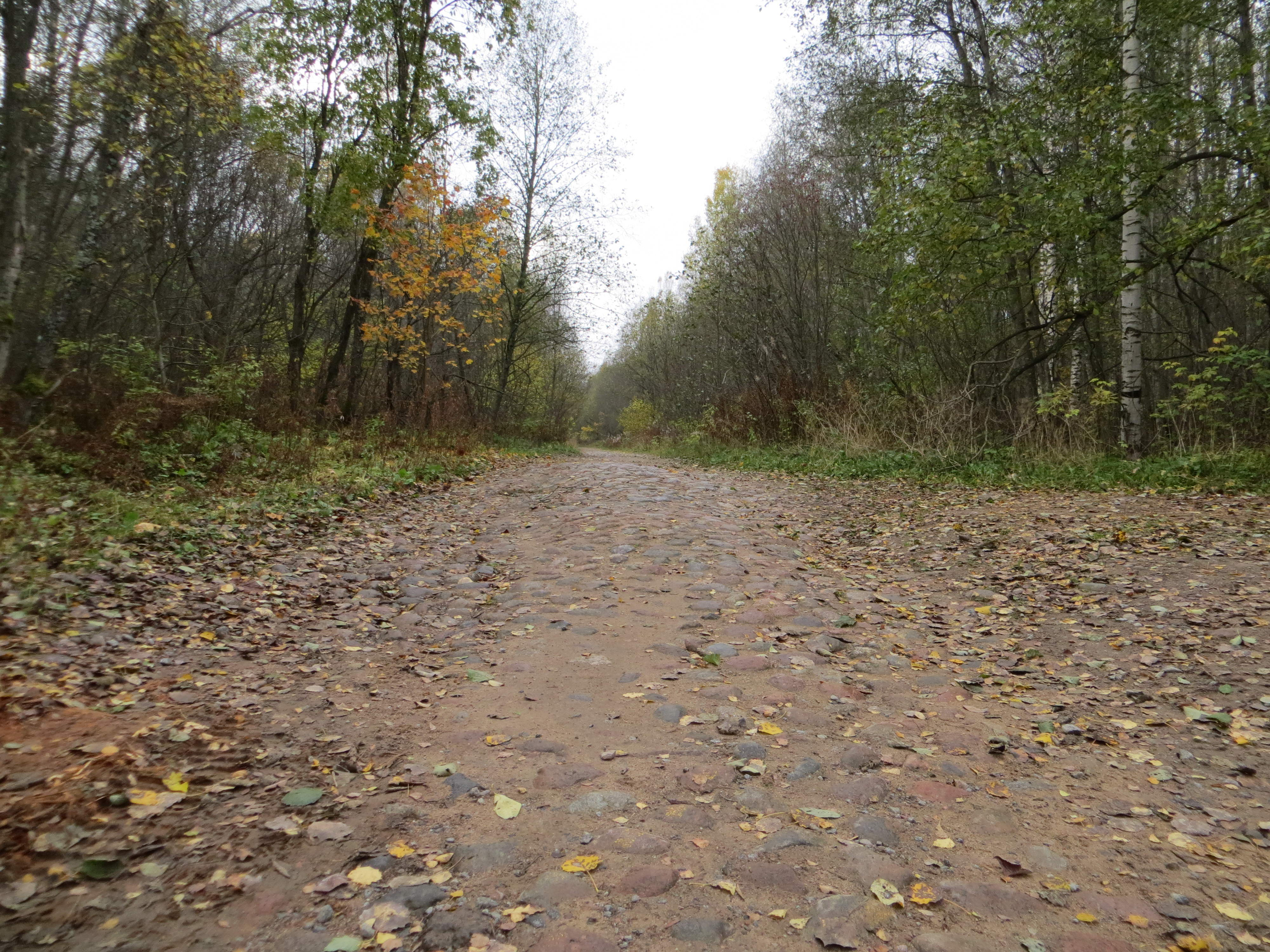
Булыжная мостовая в Конколове